# Tabernaemontana hallei
Tabernaemontana hallei là một loài thực vật có hoa trong họ La bố ma. Loài này được (Boiteau) Leeuwenb. miêu tả khoa học đầu tiên năm 1984.